# お化け灯籠

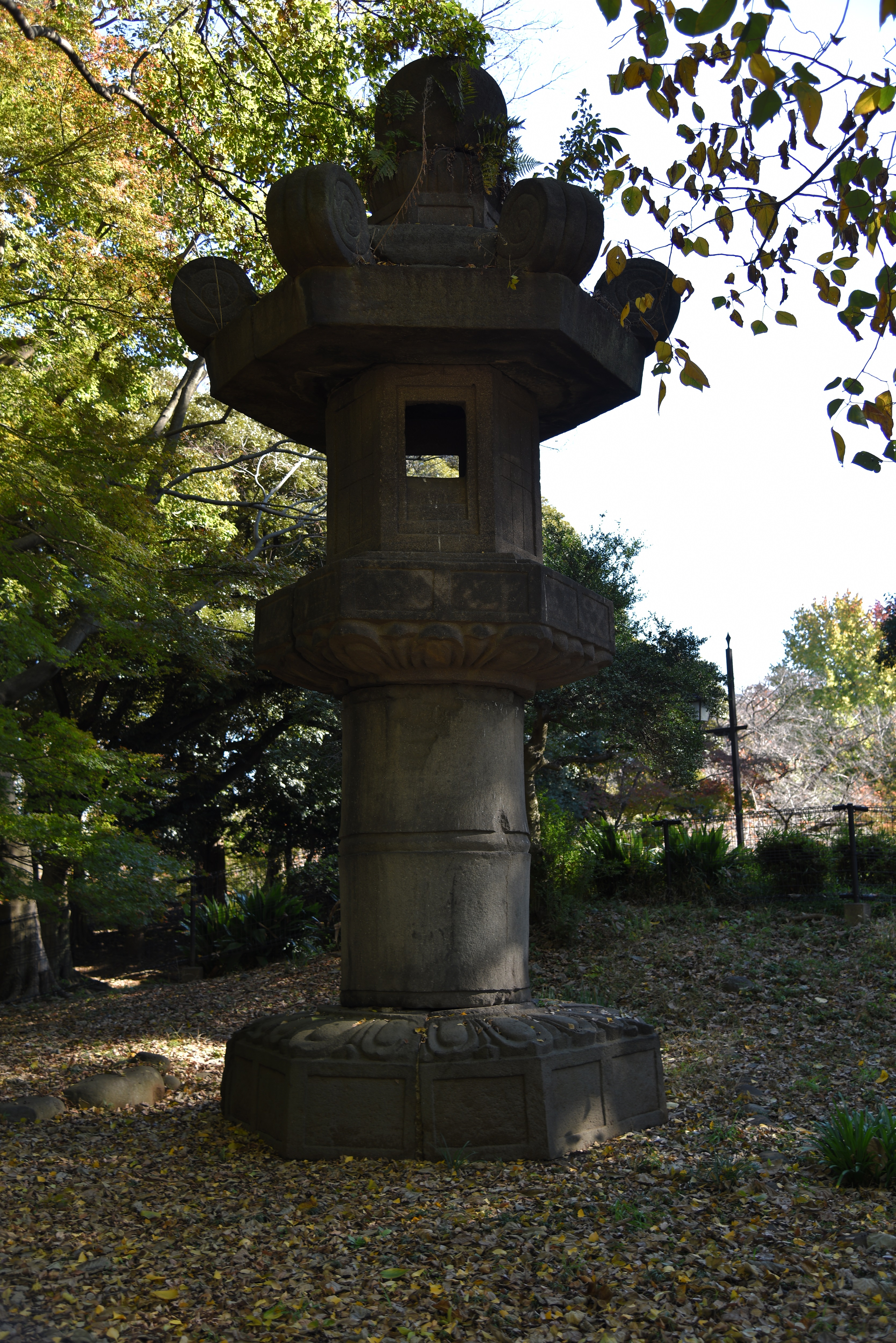

お化け灯籠（おばけとうろう）は、東京都台東区の上野公園内にある灯籠(とうろう)で、佐久間勝之（さくまかつゆき）が寛永8年（1631年）に奉納したもの。銅灯籠や石灯籠と離れたところにある。おばけというのは、おばけのように大きく、高さが6.06mもあるからそのような名前がついた。また、笠石の周囲は3.36mで非常に大きい。
『江戸図屏風』には寛永寺の参道から東照宮へ分岐する中央に描かれ、当初はその位置にあったが、その後に東照宮側に寄った現在の場所に移動した。
実際に自分の目で見てみると、その大きさがよく分かる。お化け灯籠はフェンスで周りが囲まれていて、中に入ることはできないため、隣に並び、大きさを比べることは難しい。
日本三大灯篭のひとつで、残りの二つは、京都市南禅寺、名古屋市熱田神宮の大灯籠。